# Les Exploits de Rocambole (film)
Pour les articles homonymes, voir Rocambole.
Pour plus de détails, voir Fiche technique et Distribution.
Les Exploits de Rocambole (ou Le Nouveau Rocambole) est un film muet français réalisé par Georges Denola, tourné en 1913 et sorti en 1914, qui met en scène le héros de Ponson du Terrail.
Il s'agit du second épisode d'une série de trois films, tournés simultanément par Georges Denola avec les mêmes acteurs. Le premier épisode — La Jeunesse de Rocambole (ou Rocambole) — est sorti le 20 mars 1914 et le troisième — Rocambole et l'Héritage du marquis de Morfontaine — le 24 juillet 1914.

## Fiche technique
- Titre : Les Exploits de Rocambole
- Titre alternatif : Le Nouveau Rocambole
- Réalisation : Georges Denola
- Scénario : d'après l'œuvre de Pierre Alexis de Ponson du Terrail
- Photographie :
- Montage :
- Producteur :
- Société de production : Société cinématographique des auteurs et gens de lettres (S.C.A.G.L)
- Société de distribution :  Pathé Consortium Cinéma
- Pays d'origine :  France
- Langue : film muet avec les intertitres en français
- Format : Noir et blanc — 35 mm — 1,33:1 — Muet
- Genre : Film dramatique
- Métrage : 1 550 mètres
- Durée : 52 minutes
- Numéro de catalogue Pathé : 6744
- Dates de sortie :
  -  France : 15 mai 1914

## Distribution
- Gaston Silvestre : Rocambole
- Paul Escoffier : Andrea de Kergaz
- Jean Hervé : Armand de Kergaz
- Émile Mylo : le marinier
- Louis Blanche : le domestique écossais
- Georges Dorival : le marquis de Morfontaine
- Georges Tréville : le baron de Passcroix
- Madeleine Céliat : Baccara
- Jean Ayme :
- Andrée Pascal :
- Delphine Renot :
- Pépa Bonafé :